# 登米村
登米村（とよねそん）は、鳥取県八頭郡にあった自治体である。1896年（明治29年）3月31日までは八東郡に属した。

## 概要
現在の八頭町北山・富枝・日田・用呂・志谷・中・稗谷（ひえだに）・横地・妻鹿野（めがの）に相当する。千代川水系八東川中流と支流細見川との合流点付近から細見川上流にかけて位置した。
村名は米作地帯によるものとされる。
藩政時代には鳥取藩領の八東郡丹比郷（たんぴのごう）に属する北山村・富枝村・志谷村・中村・稗谷村・横地村・妻鹿野村、若桜郷（わかさのごう）に属する用呂村・日田村があった（日田村は因伯郷村帳では一保の所属）。
町村制施行時、それまでの連合戸長役場管轄区域から北山・重枝・徳丸で1村、日田・南・富枝で1村、志谷・中・稗谷・横地・妻鹿野で1村の計3村とする案があったが、登米村および逢郷村の2村として発足した。

## 沿革
- 1881年（明治14年）9月12日 - 鳥取県再置。
- 1883年（明治16年）3月 - 連合戸長役場を富枝村に設置。
- 1889年（明治22年）10月1日 - 町村制の施行により、北山村・富枝村・日田村・用呂村・志谷村・中村・稗谷村・横地村・妻鹿野村が合併して村制施行し、八東郡登米村が発足。旧村名を継承した9大字を編成し、役場を富枝村に設置[4]。
- 1896年（明治29年）4月1日 - 郡制の施行により、八上郡・八東郡・智頭郡の区域をもって八頭郡が発足し、八頭郡登米村となる。
- 1905年（明治38年）3月15日 - 逢郷村と合併して丹比村が発足。同日登米村廃止。

## 行政

### 戸長
- 富枝村外12ヶ村連合戸長役場：河邊清六[5]
管轄区域：富枝村・北山村・日田村・用呂村・志谷村・中村・稗谷村・横地村・妻鹿野村（後の登米村）、徳丸村・重枝村・島村・南村（後の逢郷村）[6]

### 村長
- 井尻林治郎：1901年（明治34年） - 1904年（明治37年）[7]

## 教育
- 登米・逢郷村組合立遷風尋常小学校（後の八頭町立丹比小学校）[1][3]